# Park Sung-joon
Park Sung-joon, noto anche con lo pseudonimo di Julyzerg (comunemente abbreviato in July; 18 dicembre 1986), è un videogiocatore sudcoreano di StarCraft: Brood War e StarCraft II.
Soprannominato God of War o Tushin dai suoi fan, ha collezionato nella propria carriera tre titoli OnGameNet Starleague, ricevendo per questo il Golden Mouse. Nel 2010 ha lasciato Brood War per passare a StarCraft II.

## Biografia
Il successo di Julyzerg inizia nel 2004, con il Gillette OSL, dove, alla prima apparenza, arriva alla vittoria superando iloveoov in semifinale per 3-2 ed infine battendo Reach 3-1 in finale, facendo di lui il primo Zerg a vincere un OSL. Diventato uno dei giocatori più forti del periodo, July conquista un secondo OSL nel 2005.
Successivamente viene sconfitto 3-0 da iloveoov nella finale dello ShinHan Bank OSL, e, nel 2006, perde la finale dei World Cyber Games 2006, ancora in favore del suo rivale.
Da qui, entra in una serie negativa, che rompe però nel 2008, quando vince il terzo OSL, traguardo per cui viene premiato con il Golden Mouse. È stato il secondo di sempre, dopo Nada, ad aggiudicarsi questo trofeo.
Nel 2010, July decide di lasciare Brood War per dedicarsi a StarCraft II, dove si aggiudica un secondo posto nella GOMTV Global Starcraft II League.

## Statistiche

### Brood War
|            | Vittorie | Sconfitte | %      |
| ---------- | -------- | --------- | ------ |
| vs Terran  | 144      | 128       | 52,94% |
| vs Zerg    | 85       | 82        | 50,90% |
| vs Protoss | 150      | 67        | 69,12% |
| Totale     | 379      | 277       | 57,77% |

## Risultati

### Brood War
- 2004 Vincitore del Gillette OSL
- 2005 Secondo all'IOPS OSL
- 2005 Vincitore dell'EVER OSL 2005
- 2005 Secondo allo ShinHan Bank OSL
- 2006 Secondo ai World Cyber Games 2006
- 2008 Vincitore dell'EVER OSL 2008

### Starcraft II
- 2011 Secondo al GSL March